# Петра Кели
Петра Карин Кели (Гинцбург, 29. новембар 1947 — вероватно 1. октобар 1992) била је немачка политичарка, активисткиња за људска права, феминисткиња, еколошкиња и оснивачица партије Зелених. 

## Биографија
Петра Кели је рођена 1947. године у граду Гинцбургу у Баварској. Отац је напустио породицу када је Петра имала седам година те је мајка била принуђена да ради по цео дан како би прехранила породицу и Петра је одрастала са својом баком. Године 1960, се Петрина мајка удаје за једног америчког официра и они се селе у Сједињене Америчке Државе. Тамо је студирала и живела до 1970. године када се враћа у Западну Немачку. Одмах након повратка уписује мастер студије на Универзитету у Амстердаму. Келијева је радила у Европској комисији од 1971. до 1983. године, током рада у Европској комисији организовала је бројне кампање из области очувања животне средине и постизања мира. Године 1983. први пут је изабрана у Бундестаг као посланик који представља Баварску. Након тога је поново изабрана 1987. када осваја далеко већи број гласова. Централне теме политичког рада партије Зелених и Петре Кели су биле заштита животне средине, људска права, права мањина и осталих угрожених категорија у друштву.
Након напуштања Бундестага, Петра почиње да живи са својим изабраником, Шаблон:Герт Бастијан, бившим НАТО генералом и високим функционером странке Зелених.

## Немачка Зелена партија и каснија политичка каријера
Године 1968. Петра Кели била је ангажована у председничкој кампањи сенатора Роберта Ф. Кенедија и потпредседника Хјуберта Х. Хамфрија.
Једна је од оснивача Немачке партије Зелених 1979. године И тада постаје прва немачка жена – представник партије. Зелени су наиме организовали своју партију тако да није било трајних вођа. Између 1983. и 1989, хапсили су је у протестним акцијама у обе Немачке, у Москви, Преторији, Аустралији, Вашингтону. Петра Кели је 1981. године учествовала у протесту који је бројао 400.000 људи у Бону против нуклеарног оружја. 
1982. добија алтернативну Нобелову награду због својих активности на мировним иницијативама, а годину дана касније престижну награду “Жена године 1983.” америчке феминистичке организације “Жене за мир “.
У последњим годинама свог живота, Петра се све више отуђивала од већине својих страначких колега због прагматичног преокрета који су у то време предузели Зелени, и наставила је да се супротставља сваком савезу са традиционалним политичким странкама.

## Смрт
Октобра 1992. Петра и Герт нађени су мртви у својој скромној кући у предграђу Бона. Полиција је званично огласила самоубиство као разлог њихове смрти: Герт је прво усмртио њу, а затим себе. Комбинације о томе ко их је могао убити зауставиле су се на претпоставци о савршеном убиству. Нигде није било никаквих других отисака прстију сем њихових, оружје је био Гертов пиштољ, испаљена су само два метка, није било знакова провале ни насиља. Међутим, њене колеге, познаваоци и симпатизери никада нису прихватили ову верзију приче и за њено убиство криве велике коорпорација против којих се Петра Кели борила читавог живота.

## Занимљивости
Зоран Ђинђић ће Петру Кели доводити у Београд бар у два наврата. Први пут ће учествовати на трибинама у Студентском културном центру, када ће он преводити то предавање које се тицало пацифизма, борбе против нуклеарног наоружања, заштите природе али и тада актуелног Закона о вербалном деликту, због кога су тих година дискриминисани или осуђени многи интелектуалци, новинари и медији у Србији и Југославији. 

Други њен боравак ће се десити у доба формирања Демократске странке када је Зоран Ђинђић желео да она својим ауторитетом подржи рад новооформњене странке пред јавношћу.